# レイチェル・フラット
レイチェル・エリザベス・フラット（英語: Rachael Elizabeth Flatt, 1992年7月21日 - ）は、アメリカ合衆国の元フィギュアスケート選手（女子シングル）。
2010年バンクーバーオリンピックアメリカ代表、2010年全米選手権優勝、2008年世界ジュニア選手権優勝。

## 人物
1992年7月21日、カリフォルニア州デル・マーで、生化学エンジニアの父と分子生物学者の母の一人娘として生まれる。学校の授業では理系科目が得意で、フランス語も「一応話せる」。2010年5月、高校卒業後1年間は練習に専念し、2011年秋からスタンフォード大学に進学して工学を専攻する予定であることをデンバー・ポスト紙に公表した。2015年6月14日に生物学の学位を取得し卒業した。

## 技術
何種類かの3回転-3回転のコンビネーションジャンプを跳ぶことができる選手で、2005-2006シーズンにトウループ-トウループ、2006-2007シーズンにルッツ-トウループ、2008-2009にフリップ-トウループを習得した。2008-2009シーズンのフリースケーティングには、反時計回りと時計回りの両方の向きで回るスピンを取り入れている。2011年世界選手権のショートプログラムでは、ストレートラインステップシークエンスでレベル4を獲得した。

## 経歴
4歳でスケートを始めた。父の仕事でコロラド州ボールダーに住まいを移してからはコロラドスプリングスのリンクに通っていた。しかし、車で片道2時間かけて通うのが大変だったため、ついには同地に引っ越してしまった。
コロラドスプリングスのリンクに通い始めて以来、トム・ザカライセックの指導を受けている。2001年から2004年まではアンドリュー・スペロフとペアスケーティングに取り組んでいた。シングルに専念するようになってから、2004-2005シーズンの全米選手権ノービスクラス、トリグラフトロフィーノービスクラスでそれぞれ優勝。
2006年の全米選手権ジュニアクラスで2位となる。翌2006-2007シーズンは国際大会への派遣が予定されていたが、ケガのため出場できなかった。2007-2008シーズンからISUジュニアグランプリ (JGP) に参戦するとたちまち初優勝し、JGPファイナルでも2位に入る活躍を見せた。全米選手権ではシニアクラスに出場して2位となり、世界ジュニア選手権では初出場初優勝。
2008-2009シーズンはISUグランプリシリーズに参戦し、ロシア杯で2位に入るなど健闘した。全米選手権でも2年連続の2位に入り、初めての世界選手権では5位に食い込んだ。2009-2010シーズンは全米選手権で優勝し、バンクーバーオリンピックでは自己ベストを記録して7位入賞。世界選手権は9位だった。
2010-2011シーズン、NHK杯とスケートアメリカは共に2位で、初のグランプリファイナルに出場。しかし、足の怪我のためにSP、FSともに国際大会での過去最低スコアを出し6位に終わった。SPを変更して挑んだ全米選手権では3度目の銀メダルを獲得。四大陸選手権では表彰台に乗ることはできなかったものの、FSでパーソナルベストを出すなど健闘した。世界選手権のSPでは女子選手としては4人目のステップシークエンスでのレベル4を獲得。しかし、FSでは足の怪我の影響により、3回転ルッツを外したジャンプ構成で滑ったものの、ミスが相次ぎ12位に順位を落とした。
2012-2013シーズン、スケートアメリカで9位。その後、右足とくるぶしの怪我により、シーズン全ての試合を欠場すると発表した。
2013-2014シーズン、ニース杯では9位。最後の出場と決めて挑んだ全米選手権では18位。競技生活に終止符を打った。
2015年9月にハーバード大学で行われたAn Evening with Championsにて、医学部進学のためにプロスケーターを引退する意向を示した。

## 主な戦績
| 大会/年              | 2004-05 | 2005-06 | 2006-07 | 2007-08 | 2008-09 | 2009-10 | 2010-11 | 2011-12 | 2012-13 | 2013-14 |
| -------------------- | ------- | ------- | ------- | ------- | ------- | ------- | ------- | ------- | ------- | ------- |
| 冬季オリンピック     |         |         |         |         |         | 7       |         |         |         |         |
| 世界選手権           |         |         |         |         | 5       | 9       | 12      |         |         |         |
| 四大陸選手権         |         |         |         |         | 7       |         | 4       |         |         |         |
| 世界国別対抗戦       |         |         |         |         | T1 / P4 |         |         |         |         |         |
| 全米選手権           | 1 N     | 2 J     | 5       | 2       | 2       | 1       | 2       | 6       |         | 18      |
| GPファイナル         |         |         |         |         |         |         | 6       |         |         |         |
| GPスケートアメリカ   |         |         |         |         | 4       | 2       | 2       |         | 9       |         |
| GPロシア杯           |         |         |         |         | 2       |         |         | 9       |         |         |
| GPスケートカナダ     |         |         |         |         |         |         |         | 10      |         |         |
| GPNHK杯              |         |         |         |         |         |         | 2       |         |         |         |
| GP中国杯             |         |         |         |         |         | 4       |         |         |         |         |
| ニース杯             |         |         |         |         |         |         |         |         |         | 9       |
| 世界Jr.選手権        |         |         |         | 1       |         |         |         |         |         |         |
| JGPファイナル        |         |         |         | 2       |         |         |         |         |         |         |
| JGP B.シュベルター杯 |         |         |         | 2       |         |         |         |         |         |         |
| JGPウィーン杯        |         |         |         | 1       |         |         |         |         |         |         |
| トリグラフトロフィー | 1 N     |         |         |         |         |         |         |         |         |         |

- N = ノービスクラス
- J = ジュニアクラス

### 詳細
| 2013-2014 シーズン    |                                          |          |          |           |
| 開催日                | 大会名                                   | SP       | FS       | 結果      |
| 2014年1月5日 - 12日   | 全米フィギュアスケート選手権（ボストン） | 20 46.57 | 17 88.57 | 18 135.14 |
| 2013年10月23日 - 27日 | 2013年ニース杯（ニース）                 | 18 41.59 | 7 88.59  | 9 130.18  |

| 2012-2013 シーズン    |                                                  |          |         |          |
| 開催日                | 大会名                                           | SP       | FS      | 結果     |
| 2012年10月19日 - 21日 | ISUグランプリシリーズ スケートアメリカ（ケント） | 10 43.72 | 9 92.37 | 9 136.09 |

| 2011-2012 シーズン    |                                                 |         |          |           |
| 開催日                | 大会名                                          | SP      | FS       | 結果      |
| 2012年1月22日 - 29日  | 全米フィギュアスケート選手権（サンノゼ）        | 9 52.71 | 4 112.27 | 6 164.98  |
| 2011年11月24日 - 27日 | ISUグランプリシリーズロステレコム杯（モスクワ） | 8 53.36 | 9 94.27  | 9 147.63  |
| 2011年10月27日 - 30日 | ISUグランプリシリーズスケートカナダ（ミシサガ） | 3 54.23 | 10 73.99 | 10 128.22 |

| 2010-2011 シーズン     |                                                        |         |          |           |
| 開催日                 | 大会名                                                 | SP      | FS       | 結果      |
| 2011年4月24日 - 5月1日 | 2011年世界フィギュアスケート選手権（モスクワ）         | 8 57.22 | 14 97.39 | 12 154.61 |
| 2011年2月15日 - 20日   | 2011年四大陸フィギュアスケート選手権（台北）           | 3 62.23 | 4 118.08 | 4 180.31  |
| 2011年1月23日 - 30日   | 全米フィギュアスケート選手権（グリーンズボロ）         | 2 62.32 | 2 121.06 | 2 183.38  |
| 2010年12月9日 - 12日   | 2010/2011 ISUグランプリファイナル（北京）              | 6 45.19 | 6 82.38  | 6 127.57  |
| 2010年11月11日 - 14日  | ISUグランプリシリーズ スケートアメリカ（ポートランド） | 4 51.02 | 1 111.84 | 2 162.86  |
| 2010年10月22日 - 24日  | ISUグランプリシリーズ NHK杯（名古屋）                  | 3 53.69 | 1 107.35 | 2 161.04  |

| 2009-2010 シーズン       |                                                            |         |          |          |
| 開催日                   | 大会名                                                     | SP      | FS       | 結果     |
| 2010年3月22日 - 28日     | 2010年世界フィギュアスケート選手権（トリノ）               | 6 60.88 | 9 106.56 | 9 167.44 |
| 2010年2月12日 - 28日     | バンクーバーオリンピック（バンクーバー）                   | 5 64.64 | 8 117.85 | 7 182.49 |
| 2010年1月14日 - 24日     | 全米フィギュアスケート選手権（スポケーン）                 | 3 83.69 | 1 130.76 | 1 200.11 |
| 2009年11月12日 - 15日    | ISUグランプリシリーズ スケートアメリカ（レークプラシッド） | 2 58.80 | 1 116.11 | 2 174.91 |
| 2009年10月29日 - 11月1日 | ISUグランプリシリーズ 中国杯（北京）                       | 5 58.80 | 5 98.91  | 4 157.71 |

| 2008-2009 シーズン    |                                                      |         |          |          |
| 開催日                | 大会名                                               | SP      | FS       | 結果     |
| 2009年4月16日 - 19日  | 2009年世界フィギュアスケート国別対抗戦（東京）       | 5 58.40 | 4 113.41 | 4 171.81 |
| 2009年3月23日 - 29日  | 2009年世界フィギュアスケート選手権（ロサンゼルス）   | 7 59.30 | 5 113.11 | 5 172.41 |
| 2009年2月2日 - 8日    | 2009年四大陸フィギュアスケート選手権（バンクーバー） | 8 55.44 | 7 107.39 | 7 162.83 |
| 2009年1月18日 - 25日  | 全米フィギュアスケート選手権（クリーブランド）       | 2 60.19 | 2 113.59 | 2 173.78 |
| 2008年11月20日 - 23日 | ISUグランプリシリーズ ロシア杯（モスクワ）           | 3 55.92 | 2 110.14 | 2 166.06 |
| 2008年10月23日 - 26日 | ISUグランプリシリーズ スケートアメリカ（エバレット） | 5 54.92 | 4 100.81 | 4 155.73 |

| 2007-2008 シーズン     |                                                                |         |          |          |
| 開催日                 | 大会名                                                         | SP      | FS       | 結果     |
| 2008年2月25日 - 3月2日 | 2008年世界ジュニアフィギュアスケート選手権（ソフィア）         | 3 60.16 | 1 112.03 | 1 172.19 |
| 2008年1月20日 - 27日   | 全米フィギュアスケート選手権（セントポール）                   | 3 62.91 | 1 125.82 | 2 188.73 |
| 2007年12月6日 - 9日    | 2007/2008 ISUジュニアグランプリファイナル（グダニスク）        | 3 52.11 | 1 107.55 | 2 159.66 |
| 2007年10月10日 - 13日  | ISUジュニアグランプリ ブラオエン・シュベルター杯（ケムニッツ） | 3 47.64 | 2 83.21  | 2 130.85 |
| 2007年10月6日 - 7日    | 日米対抗フィギュアスケート競技大会2007（横浜）                 | 3 53.78 | -        | 1 団体   |
| 2007年9月12日 - 15日   | ISUジュニアグランプリ ウィーン杯（ウィーン）                   | 2 49.63 | 1 105.02 | 1 154.65 |

| 2006-2007 シーズン   |                                                       |         |          |          |
| 開催日               | 大会名                                                | SP      | FS       | 結果     |
| 2007年3月7日 - 11日  | 2007年エスミントチャレンジ杯 ジュニアクラス（ハーグ） | 1 46.00 | 1 100.42 | 1 146.42 |
| 2007年1月21日 - 28日 | 全米フィギュアスケート選手権（スポケーン）            | 6 56.51 | 5 103.24 | 5 159.75 |

| 2005-2006 シーズン  |                                                             |         |         |          |
| 開催日              | 大会名                                                      | SP      | FS      | 結果     |
| 2006年1月7日 - 15日 | 全米フィギュアスケート選手権 ジュニアクラス（セントルイス） | 1 53.58 | 5 83.87 | 2 137.45 |

## プログラム使用曲
| シーズン  | SP | FS | EX |
| --------- | --- | --- | --- |
| 2013-2014 | 弦楽のためのアダージョ 作曲：サミュエル・バーバー | ピアノ協奏曲第2番 作曲：セルゲイ・ラフマニノフ | |
| 2012-2013 | コントラバヒシモ 作曲：アストル・ピアソラ 振付：レイチェル・フラット、ジャスティン・ディロン                                                               | 火の鳥 作曲：イーゴリ・ストラヴィンスキー 振付：ローリー・ニコル | パガニーニの主題による狂詩曲 作曲：セルゲイ・ラフマニノフ月の光 作曲：クロード・ドビュッシー                                   |
| 2011-2012 | テレビドラマ『エデンの東』より 作曲：リー・ホールドリッジ                                                                                                  | 火の鳥 作曲：イーゴリ・ストラヴィンスキー 振付：ローリー・ニコル | フォーリン 曲：アリシア・キーズ                                                                                                |
| 2010-2011 | サマータイム 作曲：ジョージ・ガーシュウィン Oh, But on the Third Day 作曲：ウィントン・マルサリステレビドラマ『エデンの東』より 作曲：リー・ホールドリッジ | 10番街の殺人 作曲：リチャード・ロジャース、アール・ワイルド | 抱きしめたい 作曲：レノン＝マッカートニー ボーカル：クリス・コルファー僕の歌は君の歌 ボーカル：ユアン・マクレガー              |
| 2009-2010 | シング・シング・シング 曲：ルイ・プリマ | パガニーニの主題による狂詩曲 作曲：セルゲイ・ラフマニノフ | One Night Only 映画『ドリームガールズ』よりOne Day I'll Fly Away 映画『ムーラン・ルージュ』より ボーカル：ニコール・キッドマン |
| 2008-2009 | ムーン・リバー 映画『ティファニーで朝食を』より 作曲：ヘンリー・マンシーニ ピアノ協奏曲第2番 作曲：セルゲイ・ラフマニノフ 振付：ローリー・ニコル           | ロマンティック・ラプソディ 作曲：アンドレ・マテュー風と海の対話 『海』より 作曲：クロード・ドビュッシー 小舟にて 『小組曲』より 作曲：クロード・ドビュッシー 編曲：アンリ・ビュッセル 振付：ローリー・ニコル | シンプル・ギフト 演奏：アリソン・クラウス、ヨーヨー・マリスペクト ボーカル：アレサ・フランクリン                               |
| 2007-2008 | そんなことはどうでもいいさ 歌劇『ポーギーとベス』より 作曲：ジョージ・ガーシュウィン                                                                       | ロマンティック・ラプソディ 作曲：アンドレ・マテュー | ブラック・ホース・アンド・チェリー・ツリー 曲：ケイティー・タンストールリスペクト ボーカル：アレサ・フランクリン               |
| 2006-2007 | ピアノ三重奏曲第1番 作曲：ヨハネス・ブラームス | パリのアメリカ人 作曲：ジョージ・ガーシュウィン | ブラック・ホース・アンド・チェリー・ツリー 曲：ケイティー・タンストール                                                        |
| 2005-2006 | 誰も寝てはならぬ 歌劇『トゥーランドット』より 作曲：ジャコモ・プッチーニ                                                                                   | 歌劇『カルメン』より 作曲：ジョルジュ・ビゼー | |
| 2004-2005 | サマータイム 作曲：ジョージ・ガーシュウィン | 火の鳥 作曲：イーゴリ・ストラヴィンスキー | サマータイム 作曲：ジョージ・ガーシュウィン                                                                                    |